# Văn Chu vương
Văn Chu Vương (?-477, trị vì 475-477) là vị quốc vương thứ 22 của Bách Tế, một trong Tam Quốc Triều Tiên. Thời gian trị vì của ông chứng kiến tình trạng bất hòa sâu rộng trong nội bộ Bách Tế sau khi kinh đô của vương quốc thất thủ.

## Bối cảnh
Ông là vị vua đầu tiên trị vì Bách Tế từ kinh đô mới là Hùng Tân (Ungjin), Gongju ngày nay, sau khi thung lũng sông Hán bị mất về tay Cao Câu Ly. Ông lên ngôi sau cái chết của phụ thân tại kinh đô cũ ở Hán Thành (Hanseong).
Trước năm 475, Văn Chu Vương là thượng tả bình (Sangjwapyeong) dưới quyền phụ thân là Cái Lỗ Vương. Trong cuộc tấn công của Cao Câu Ly năm 475, ông đến Tân La để yêu cầu giúp đỡ. Theo Tam quốc sử ký (Samguk Sagi), ông trở về với 10.000 chiến binh Tân La song đã quá muộn để ngăn chặn kinh đô thất thủ.

## Trị vì
Sau khi dời đô, cấu trúc quyền lực của Bách Tế rơi vào hỗn loạn khi các quý tộc là hậu duệ của Phù Dư xung đột với các gia tộc có nguồn gốc Mã Hàn tại địa phương. Sự canh tranh diễn ra ngay cả trong các quý tộc cao tuổi, vốn bị chèn ép dưới thời các vị vua trước đó, nay lại nổi lên.
Ông đã tìm cách tái củng cố lực lượng phòng thủ còn lại của Bách tế và tăng cường vị thế của đất nước nhắm chống lại Cao Câu Ly. Ông đã thành công trong việc chinh phụ vương quốc Đam La trên đảo Jeju (Tế Châu) vào năm 476.
Giữa những bất ổn này, Giải Cừu (Hae Gu) được phong làm binh quan tá bình (kiểm soát quân sự), và sau cái chết của con trai của Văn Châu Vương (đệ của Tam Cân Vương) Côn Kĩ (Gonji) năm 477, có quyền lực ảnh hưởng trên cả nước. Cùng năm, Giải Cừu cho một gian tế ám sát Văn Châu Vương.